# Orthetrum caledonicum
Orthetrum caledonicum – gatunek ważki z rodziny ważkowatych (Libellulidae).